# Gilbert Glaus
Gilbert Glaus (Thun, 2 de desembre de 1955) va ser un ciclista suís, que fou professional entre 1982 i 1988.
El 1978 fou campió del món en ruta amateur. El 1982 va fer el pas al professionalisme, categoria en la qual aconseguí 37 victòries. Aquell primer com a professional guanyà el Campionat de Suïssa en ruta, mentre que el 1983 ho feia en una etapa del Tour de França i de la Volta a Catalunya. Va participar als Jocs Olímpics d'Estiu de 1980.

## Palmarès
- 1977
  - 1r al Giro del Mendrisiotto
  - 1r al Gran Premi Guillem Tell
- 1978
  -  Campió del món en ruta amateur
  - 3r del Campionat del món amateur de 100 km CRE
- 1979
  - 1r al Stausee-Rundfahrt Klingnau
- 1980
  - 1r al Giro del Mendrisiotto
- 1981 (amateur)
  -  Campió de Suïssa de CRE
  - 1r al Giro del Mendrisiotto
  - 1r al Stausee-Rundfahrt Klingnau
  - Vencedor de 3 etapes de la Volta a Xile
- 1982
  -  Campió de Suïssa en ruta
  - 1r a Montauroux
  - 1r a Morges
  - 1r a Ginebra
  - Vencedor d'una etapa de l'Étoile de Bessèges i 1r de la classificació per punts
  - Vencedor de 3 etapes del Tour del Mediterrani
  - Vencedor d'una etapa del Tour de Romandia
  - Vencedor d'una etapa del Critèrium del Dauphiné Libéré
  - Vencedor d'una etapa del Tour de l'Oise
- 1983
  - 1r del Gran Premi de Canes
  - 1r del Gran Premi de Winterthur
  - 1r del Tour de Tannenburg
  - Vencedor d'una etapa de l'Étoile de Bessèges
  - Vencedor d'una etapa del Tour del Mediterrani
  - Vencedor d'una etapa del Critèrium del Dauphiné Libéré
  - Vencedor d'una etapa del Tour de França
  - Vencedor d'una etapa de la Volta a Catalunya
- 1984
  - 1r del Gran Premi de Meyrin
  - 1r del Gran Premi d'Embrach
- 1985
  - 1r del Gran Premi de Meyrin
  - 1r a Aarwengen
- 1986
  - 1r de la Bordeus-París
  - 1r del Gran Premi de Canes
  - Vencedor d'una etapa de l'Etoile de Bessèges
  - Vencedor d'una etapa del Midi Libre
- 1987
  - 1r del Gran Premi de Meyrin
  - 1r al Trofeu Laigueglia
  - 1r del Gran Premi d'Antibes
  - Vencedor d'una etapa de l'Etoile de Bessèges
- 1988
  - 1r del Gran Premi de Meyrin
  - 1r a la Biel-Magglingen
- 1989
  - 1r al Stausee-Rundfahrt Klingnau
- 1990
  - 1r del Tour de Leimental
- 1992
  - 1r al Stausee-Rundfahrt Klingnau
  - 1r del Gran Premi dels Marronniers

### Resultats al Tour de França
- 1982. 105è de la classificació general
- 1983. 85è de la classificació general. Vencedor d'una etapa
- 1984. 124è de la classificació general
- 1986. Abandona (15a etapa)
- 1987. Abandona (6a etapa)

### Resultats al Giro d'Itàlia
- 1984. Abandona (14a etapa)
- 1985. Abandona (19a etapa)